# Vieille maison de ville Pribojčić à Vranje
La vieille maison de ville Pribojčić à Vranje (en serbe cyrillique : Стара варошка кућа Станисављевића у Врању ; en serbe latin : Stara varoška kuća Pribojčića u Vranju) se trouve à Vranje, dans le district de Pčinja, en Serbie. Elle est inscrite sur la liste des monuments culturels protégés de la République de Serbie (identifiant no SK 864),.

## Présentation
La maison, située 6 rue Baba Zlatina, a été construite vers 1880.